# پیماجدین
پیماجدین (به انگلیسی: Pimagedine) یک ترکیب شیمیایی با شناسه پاب‌کم ۲۱۴۶ است. 